# Pontinus clemensi
Pontinus clemensi és una espècie de peix pertanyent a la família dels escorpènids.

## Descripció
- Fa 54,9 cm de llargària màxima (normalment, en fa 25) i 2.550 g de pes.[5][6][7]

## Hàbitat
És un peix marí, demersal i de clima tropical (3°N-2°N) que viu entre 91-110 m de fondària.

## Distribució geogràfica
Es troba al Pacífic sud-oriental: Colòmbia, l'Equador (incloent-hi les illes Galápagos) i el nord del Perú.

## Longevitat
La seua esperança de vida és de 8 anys.

## Observacions
És verinós per als humans.